# Pfarrkirche Vösendorf

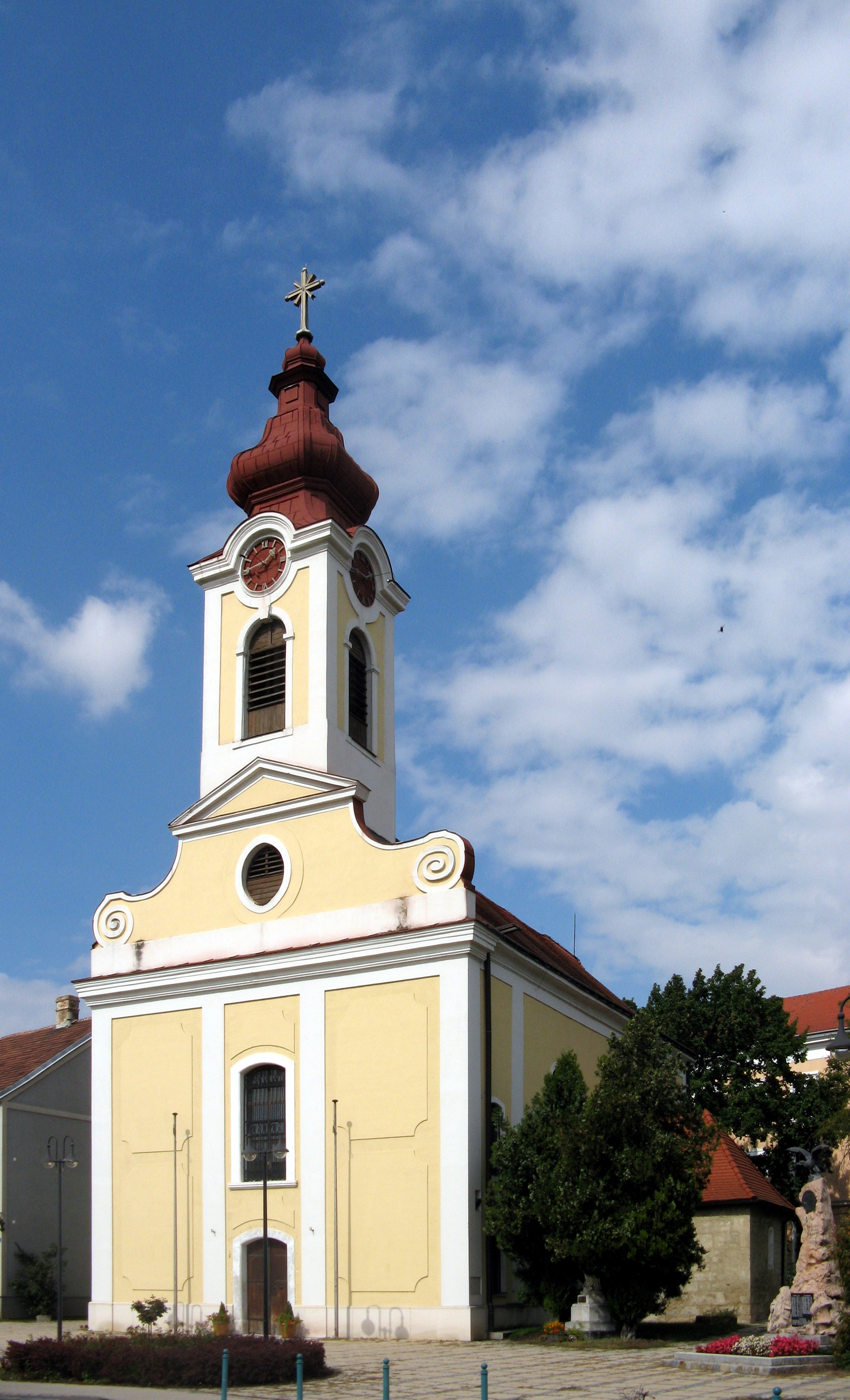
Pfarrkirche zu den Hll. Simon und Judas Thaddäus

Die Pfarrkirche zu den Heiligen Simon und Judas Thaddäus ist eine römisch-katholische Kirche in der niederösterreichischen Gemeinde Vösendorf. Sie gehört zum Dekanat Perchtoldsdorf der Erzdiözese Wien.

## Geschichte
Die Pfarre Vösendorf ist seit 1267 urkundlich belegt. Der mittelalterliche westöstlich ausgerichtete dem Heiligen Georg geweihte Vorgängerbau der heutigen Kirche wurde während der Türkenkriege 1529 und erneut 1683 zerstört. Die Saalkirche von 1628 wurde 1686 wieder aufgebaut. Nachdem Vösendorf während der Reformationszeit ein Zentrum des Protestantismus war, wurde es 1673 als katholische Pfarre wieder selbstständig. 1746 wurde die Volutengiebelfassade an der Südseite hinzugefügt, 1754 der Fassadenturm. 1823 unterzog man nach Beschädigungen während der Franzosenkriege die gesamte Kirche einer umfassenden Renovierung. Zuletzt erfolgte eine Innenrenovierung 1966 und eine Außenrenovierung 1995. 1991 wurde der Kirchenplatz neu gestaltet.

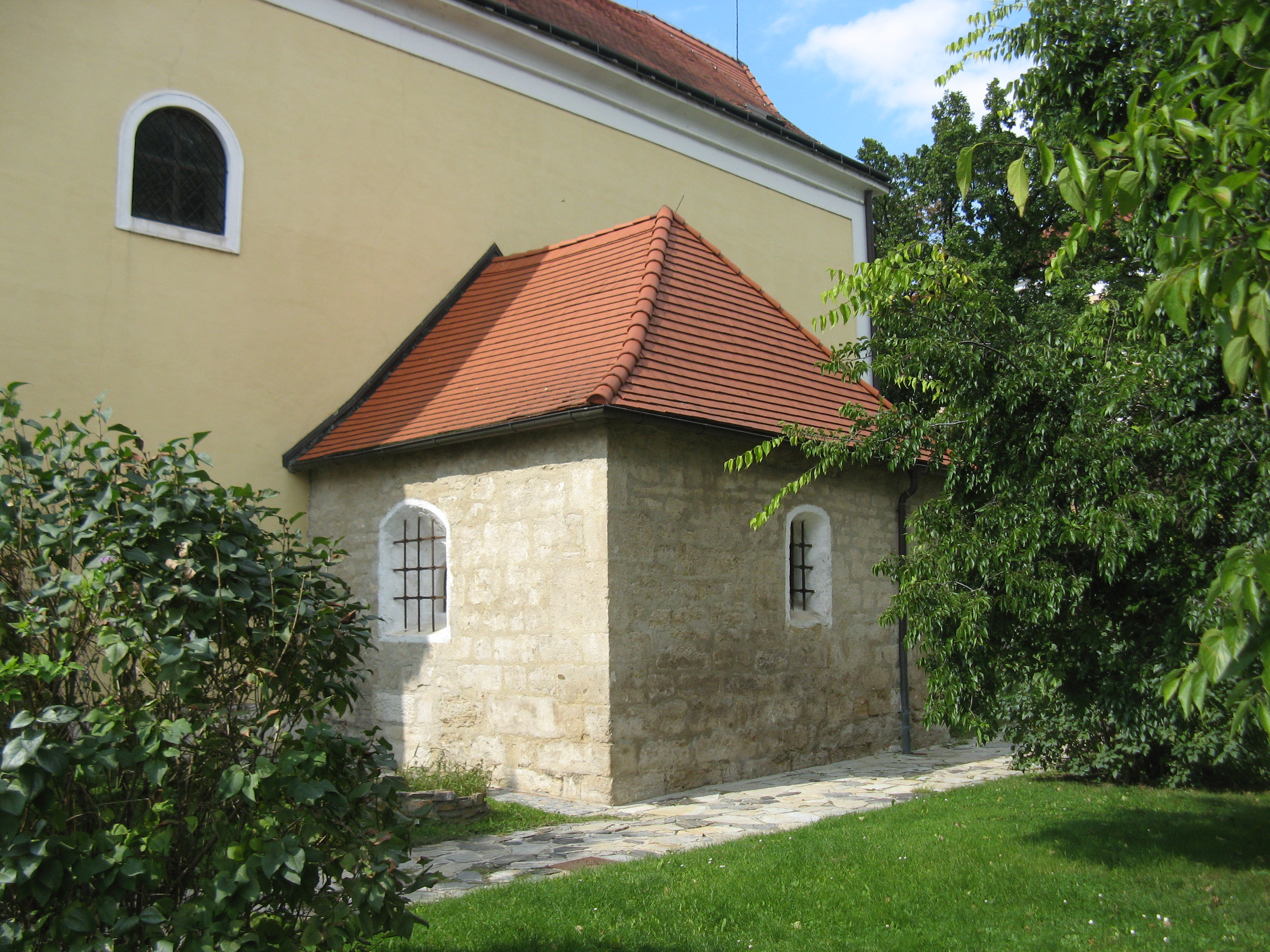
Taufkapelle

## Baubeschreibung
Die Kirche befindet sich im Ortszentrum von Vösendorf am Kirchenplatz bei der Ortsstraße. Sie ist nach Norden orientiert. Das frühbarocke Langhaus ist durch Lisenen gegliedert und besitzt hoch gelegene Rundbogenfenster. Im Süden wurde es durch einen Zubau mit Turm erweitert, der eine spätbarocke Fassade besitzt. Der Turm wird durch einen Zwiebelhelm bekrönt. An der Ostseite des Langhauses befindet sich eine Taufkapelle, die ursprünglich der Chor des romanischen Vorgängerbaus war. Westlich des eingezogenen Chors mit Dreiseitschluss liegt die zweigeschoßige Sakristei mit einem runden Treppenturm.
Das Innere des Langhauses ist eine dreijochige Saalkirche mit Kreuzgratgewölbe auf Wandpfeilern. Zwei marmorierte Säulen tragen die Orgelempore, die 1754 eingezogen wurde. Hinter einem rundbogigen Triumphbogen befindet sich der eingezogene Chor, der ebenfalls mit Kreuzgratgewölbe gedeckt ist. An die Langhausostwand ist seit 1939 das sogenannte Turmmandl, ein Steinkopf wahrscheinlich aus dem 12. Jahrhundert, der aus der Uhrenstube des Turmes stammt, versetzt worden.
Der Hochaltar besitzt ein Altarblatt mit der Darstellung der Heiligen Simon und Judas Thaddäus aus dem Jahr 1717. Die barocke Kanzel stammt von 1687. Statuen zeigen die Apostel Petrus und Paulus sowie eine Pietà aus der 2. Hälfte des 19. Jahrhunderts, den Heiligen Florian vom Anfang des 18. Jahrhunderts und zweimal den Heiligen Johannes Nepomuk (Anfang 18. Jahrhundert und 2. Hälfte 18. Jahrhundert). Außerdem befinden sich in der Kirche spätbarocke Kreuzwegbilder. Der Taufstein stammt aus der 1. Hälfte des 18. Jahrhunderts. In der Turmkapelle befindet sich eine Ikone der Gottesmutter von Wladimir, die der russische Revolutionsflüchtling Krasowsky 1939 gemalt hat.
Eine Grabplatte von 1583 ist dem Hofspital Phisikus Andreas Dadius gewidmet, eine von 1772 dem Pfarrer Thaddäus Henricus Reitzer. Beide befinden sich im Turmseitenraum. Im Langhaus findet sich das Grab des einjährigen Sohnes von Hofkriegsrat David Ungnad aus der 2. Hälfte des 16. Jahrhunderts und jenes von Maria Anna Freyin von Fleischmann von 1738.

## Kirchenplatz
Neben der südlichen Kirchenfassade steht die Statue einer Mondsichelmadonna von 1890. Weiters befindet sich ein Kriegerdenkmal für die Gefallenen des Ersten Weltkrieges am Platz, das aus einem Steinsockel mit einem Porträtrelief eines Soldaten besteht, das von einem Adler bekrönt wird. Östlich der Kirche befand sich ein Bauernhaus, an dessen Stelle 2006 die Weihnachtskapelle mit einem geschnitzten Holzaltar errichtet wurde.

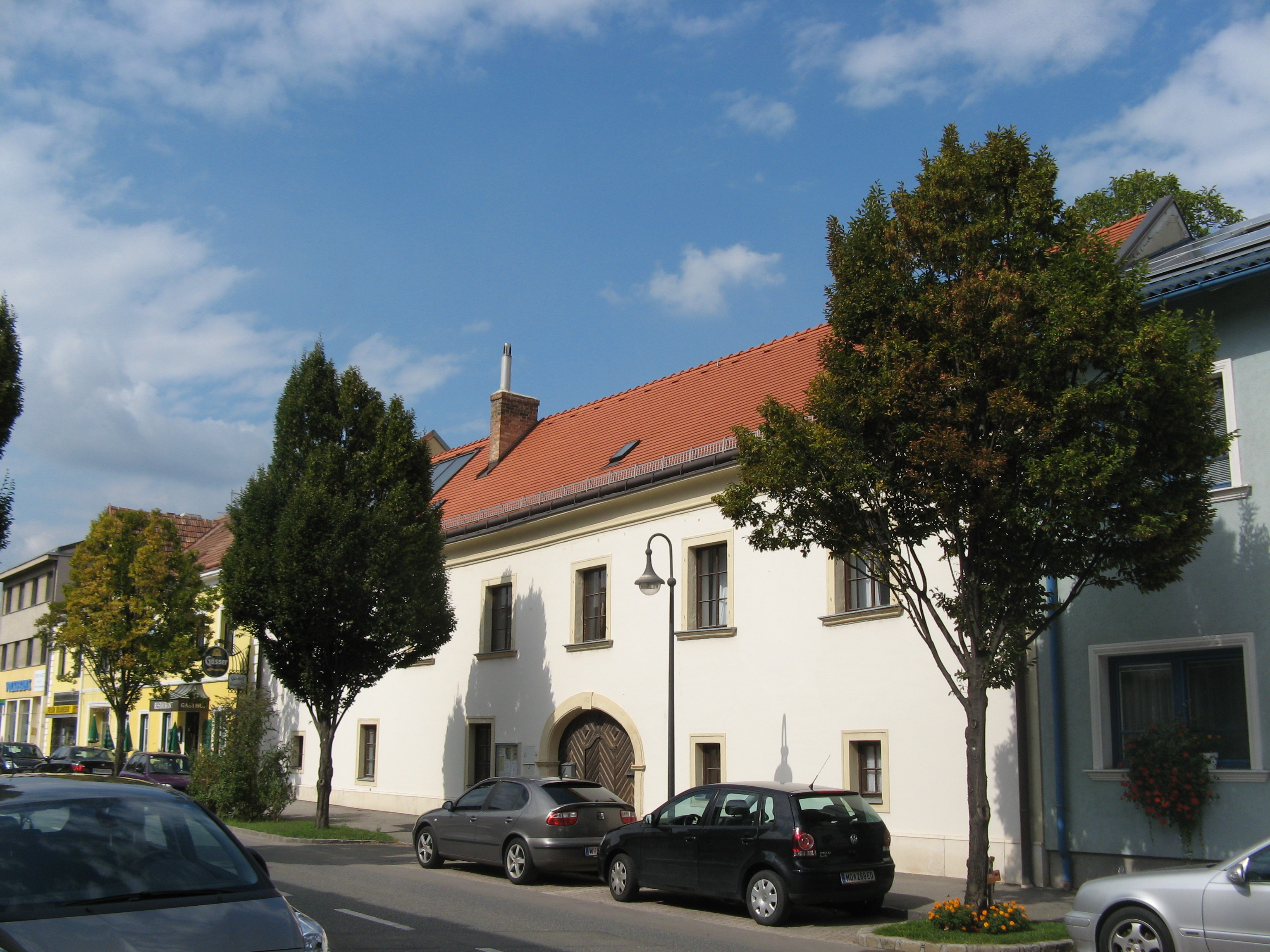
Pfarrhof

## Pfarrhof
Nahe der Kirche steht an der Ortsstraße 163 der Pfarrhof von 1674, der 1772–1773 neu aufgebaut wurde. Das zweigeschoßige Gebäude besitzt ein breites Korbbogenportal mit einer platzlgewölbten Durchfahrt. Im Obergeschoß sind noch barocke Stuckspiegel zu sehen. 1987 hat Erwin Plevan den Pfarrsaal an der Hofseite angebaut.